# Piper satisfactum
Piper satisfactum är en pepparväxtart som beskrevs av William Trelease. Piper satisfactum ingår i släktet Piper och familjen pepparväxter. Inga underarter finns listade i Catalogue of Life.